# Jerdacuttup
Jerdacuttup is een plaats in de regio Goldfields-Esperance in West-Australië. Het ligt 584 kilometer ten oostzuidoosten van Perth, 43 kilometer ten zuidoosten van Ravensthorpe en 160 kilometer ten westen van Esperance. In 2021 telde Jerdacuttup 183 inwoners tegenover 6 inwoners in 2006.

## Geschiedenis
De oorspronkelijke bewoners van de streek waren de Wudjari Nyungah Aborigines.
In 1870 verkende de latere premier van West-Australië, John Forrest, de streek. Hij maakte melding van 'Jerticutup'. Landmeter C.D. Price bracht de streek in kaart in 1875-76 en vermeldde 'Jerdacat' en 'Verdicat'.
In de jaren 1920-30 werd reeds geprobeerd landbouw in de streek te bedrijven maar dat mislukte. Het was pas na de oprichting van een onderzoeksstation in Gibson in 1949 dat men erachter kwam dat de bodem een tekort aan sporenelementen kende. Uit het onderzoek bleek dat de grond na het toevoegen van superfosfaten en sporenelementen als koper en zink toch voor de teelt van gewassen geschikt is.
In de jaren 1960 werden in het district 325 landbouwpercelen toegewezen. In 1966 werd Jerdacuttup officieel gesticht en vernoemd naar de gelijknamige rivier die 16 kilometer meer naar het westen loopt. De naam Jerdacuttup is afgeleid van de aborigineswoorden Jerda en Carte die respectievelijk "grote vogel" en "hoofd" betekenen.

## 21e eeuw
Jerdacuttup ligt in het lokale bestuursgebied Shire of Ravensthorpe.
De State Barrier Fence loopt vanaf de Zuytdorp-kliffen ten noorden van Kalbarri, over een afstand van 1.190 kilometer, tot Jerdacuttup. Op 23 mei 2019 werden de werken gestart om de afsluiting verder door te trekken.

## Transport
Jerdacuttup is bereikbaar langs de South Coast Highway.

## Klimaat
Jerdacuttup kent een mediterraan klimaat met hete droge zomers en koele vochtige winters.

## Varia
Op het album Calenture van de West-Australische band The Triffids stond een nummer getiteld Jerdacuttup Man.